# Antonio A. Arias
Antonio Amado Arias Piqueras, más conocido como Antonio A. Arias, es un guionista de cómic y novelista español (Barcelona, 1931). También uso seudónimos como Lazy Wess y Wear Lazy.

## Biografía
Antonio A. Arias inició su carrera en "Chicos" con sólo 14 años.
Autor de pasatiempos para diferentes publicaciones y guionista ocasional de "Aventuras del FBI", se lanzó a la escritura de series entre mediados de los sesenta y setenta para tebeos como "Chío", "Gaceta Junior", "Trinca" o "El Cuco".

## Obra
| Años | Título                    | Dibujante               | Tipo       | Publicación         |
| ---- | ------------------------- | ----------------------- | ---------- | ------------------- |
| 1951 | Aventuras del FBI         | VV. AA.                 | Serial     | Editorial Rollán    |
| 1966 | La Pandilla Ye-Yé         |                         | Serie      | Chío                |
| 1967 | Jimmy                     | Blanes                  | Serie      | Chío                |
| 1969 | Shambur                   | Carrillo, César Guirado | Serie      | Gaceta Junior       |
| 1970 | La Pandilla Trinca        | Pizarro, César Guirado  | Serie      | Trinca              |
| 1970 | Slap                      | Pizarro                 | Serie      | El Cuco             |
| 1970 | Las aventuras de Shambur  |                         | Monografía | Unisa/La Vanguardia |
| 1970 | Red Fury                  | Martín Salvador         | Serie      | El Cuco             |
| 1971 | Red Layton                | Aguilar                 | Serie      | El Cuco             |
| 1971 | Las aventuras de Casanova | Arturo Arnau            | Serie      | Pueblo              |
| 1972 | El enigma policíaco       | Félix Cascajo           | Serie      | Pueblo              |
| 1973 | Los tres monos de oro     | Serie                   | Blanes     | Trinca              |
| 1983 | Sherlock Holmes           | Buylla                  | Serie      | Diari de Tarragona  |
| 1987 | Mártires de hoy           | Aguilar                 | Monografía | Mundo Negro         |